# 新潟県道65号両津真野赤泊線
新潟県道65号両津真野赤泊線（にいがたけんどう65ごう りょうつまのあかどまりせん）は、新潟県佐渡市を通る県道（主要地方道）である。

## 概要
通称南線。佐渡島内では通称「本線」と呼ばれる国道350号と並び、両津地区を起点として佐渡島の国仲平野の東西を結ぶ幹線道路である。
国道350号が両津から金井、佐和田を経由して真野地区に至るのに対し、南線はその南側をほぼ平行に、両津から新穂、畑野を経由して真野に至る。
真野と赤泊を結ぶ川茂峠の区間は、当時若手議員だった田中角栄が1950年代から道路改良に尽力したことから、地元では親しみを込めて「角栄道路」とも呼ばれ、峠には顕彰碑がある。

### 路線データ
- 起点：佐渡市湊字川方
- 終点：佐渡市徳和

## 歴史
- 1976年（昭和51年）
  - 4月1日 - 建設省が主要地方道両津真野赤泊線を指定。
  - 11月1日 - 新潟県が主要県道865号両津真野赤泊線を認定。
- 1993年（平成5年）5月11日 - 建設省から、主要県道両津真野赤泊線が両津真野赤泊線として主要地方道に指定される[2]。
- 1994年（平成6年）4月2日 - 新潟県が整理番号を865から65へ改番。

## 路線状況

### 別名・通称
- 南線（両津支所前交差点 - 真野新町交差点）

### 重複区間
- 新潟県道81号佐渡縦貫線（横町交差点 - 畑野、川茂 - 下川茂）
- 国道350号（真野新町交差点 - 真野）

### 道の駅
- 道の駅芸能とトキの里（佐渡市吾潟）
  - 2019年（令和元年）に閉鎖し両津夷に道の駅あいぽーと佐渡として2020年（令和2年）に移転

## 地理

### 通過する自治体
- 佐渡市

### 交差する道路

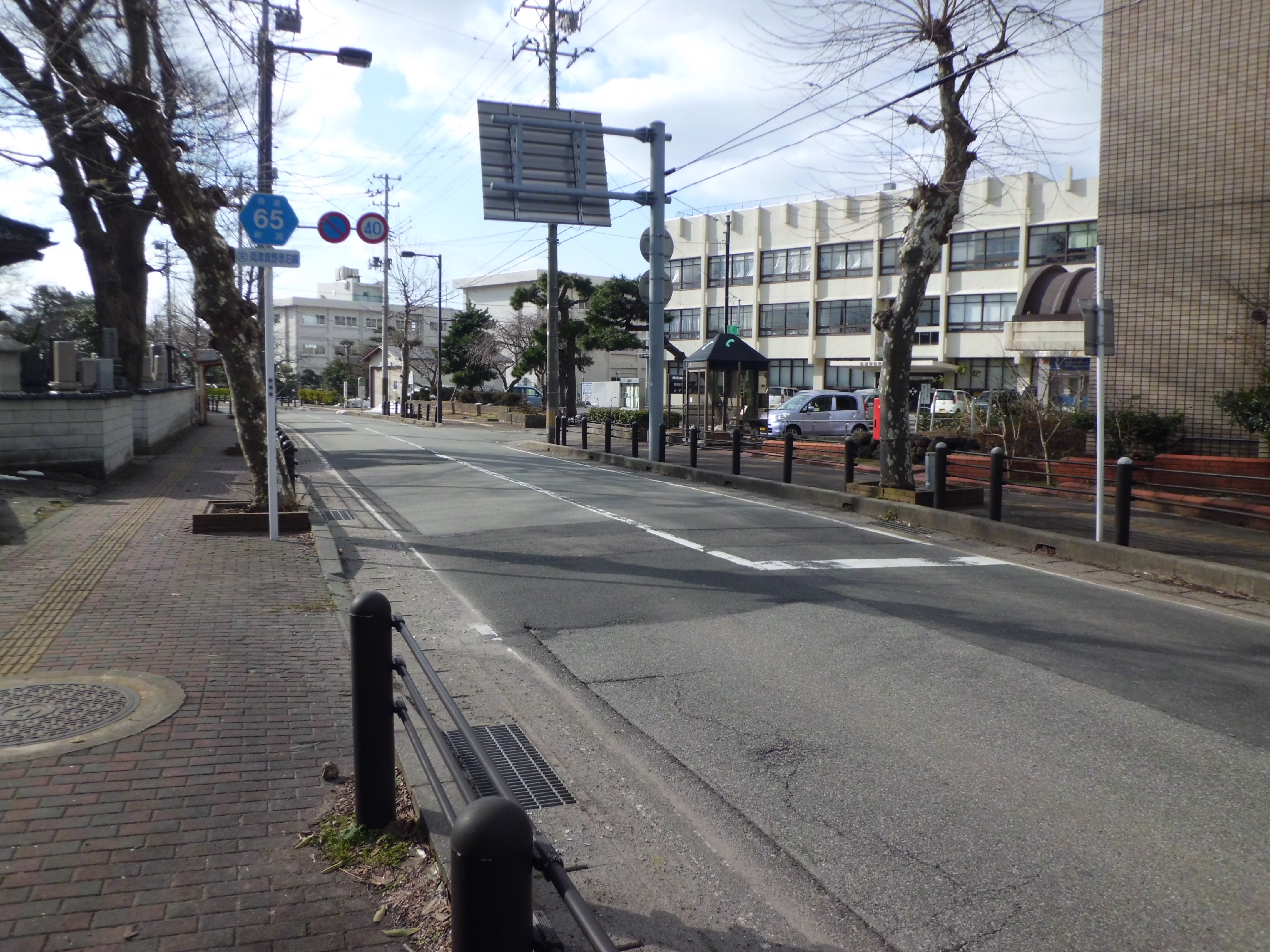
両津支所前交差点より南を望む

- 国道350号・新潟県道45号佐渡一周線（両津支所前交差点、起点）
- 新潟県道81号佐渡縦貫線（横町交差点）
- 新潟県道237号金井新穂線（日吉神社前交差点）
- 新潟県道181号多田皆川金井線（畑野駅前交差点）
- 新潟県道81号佐渡縦貫線・新潟県道381号金井畑野線（畑野）
- 新潟県道195号辰巳宮浦線（宮川）
- 新潟県道190号阿仏坊竹田線
- 国道350号（真野 - 真野新町交差点）
- 新潟県道189号阿仏坊新町線（真野新町）
- 新潟県道304号真野新町線（真野新町）
- 新潟県道432号静平西三川線（豊田）
- 新潟県道81号佐渡縦貫線（川茂 - 下川茂）
- 新潟県道45号佐渡一周線（赤泊、終点）

### 沿線にある施設など
- 下国府遺跡